# Can Magarola (Canovelles)
Can Magarola o Can Castells és una masia al nucli de Canovelles (Vallès Oriental), inclosa a l'Inventari del Patrimoni Arquitectònic de Catalunya.

## Història
Cap al 1500 fou construït un pas de comunicació amb l'església, per això fou enderrocada l'absidiola semicircular de tramuntana d'aquesta. El 1678, Jeroni de Magarola i Grau (1634-1709) va rebre llicència per a construir una tribuna que dona, encara avui, a l'interior de l'església.
Benet de Magarola i Castellví (1768-1823), eclesiàstic, erudit, catedràtic a la Universitat de Cervera, secretari de l'Acadèmia de Bones Lletres, autor d'escrits que es perderen durant la Guerra del Francès i d'un dietari dels anys 1803-1814, morí a Can Castells. Durant les guerres carlines, la masia formava part de la zona anomenada Cuartel de Levante i el seu recinte servia de refugi.

## Descripció
Masia fortificada amb entrada principal datada l'any 1420 i orientada cap al nord-oest. Té forma d'«U», amb una alçada de dos pisos. L'ala dreta de la masia es considera la més antiga de construcció amb ampliacions posteriors a banda i banda. L'ala esquerra era antigament la masoveria. L'ala dreta està adossada a l'església de Sant Fèlix, i en el segon pis hom pot trobar una tribuna amb un enreixat de fusta que dona a l'església. Al mig del pati hi ha un pou.